# Archer (förnamn)

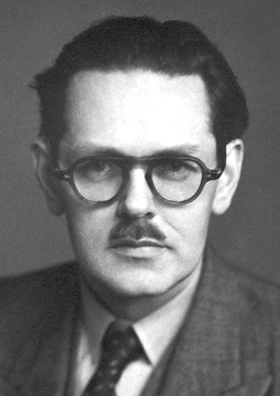
Archer Martin.

Archer är ett mansnamn. Det kommer från det engelska efternamnet Archer med betydelsen archer (bågskytt).

## Personer med förnamnet Archer
- Archer Maclean, brittisk programmerare och datorspelsutvecklare
- Archer Martin (1910–2002), brittisk kemist, nobelpristagare